# Jill Emmerson
Jill Alison Emmerson (* 24. Juli 1942 in Sydney) ist eine ehemalige australische Tennisspielerin. Bis in die späten 1960er Jahre spielte sie unter ihrem Geburtsnamen Jill Blackman.

## Karriere
Jill Blackmans beste Ergebnisse bei Einzelwettbewerben von Grand-Slam-Turnieren waren der Einzug ins Viertelfinale der internationalen französischen Meisterschaften, die später als French Open ausgetragen wurden, im Jahr 1963 und das Erreichen des Viertelfinales der Australian Championships, später Australian Open, im Folgejahr. Beide Male verlor sie ihre Viertelfinalpartie gegen ihre Landsfrau Lesley Turner.
Im Jahr 1966 spielte sie an der Seite von Fay Toyne ihr bestes Doppelturnier im Stade Roland Garros. Im Finale verloren sie in drei Sätzen gegen ihre Gegnerinnen Margaret Smith und Judy Tegart. Bei den Australian Open konnte sie 1971 gemeinsam mit Lesley Hunt ein weiteres Mal das Finale im Doppelwettbewerb erreichen. Sie verloren gegen Margaret Court und Evonne Goolagong.

## Finalteilnahmen bei Grand-Slam-Turnieren

### Doppel
| Nr. | Datum           | Turnier                                           | Belag | Partnerin   | Finalgegnerinnen                | Ergebnis      |
| --- | --------------- | ------------------------------------------------- | ----- | ----------- | ------------------------------- | ------------- |
| 1.  | 5. Juni 1966    | Internationale französische Tennismeisterschaften | Sand  | Fay Toyne   | Margaret Smith Judy Tegart      | 6:4, 1:6, 1:6 |
| 2.  | 14. Januar 1971 | Australian Open                                   | Rasen | Lesley Hunt | Margaret Court Evonne Goolagong | 0:6, 0:6      |